# Iuri Levitin
Iuri Abràmovitx Levitin (en ucraïnès: Юрий Абра́мович Левитин) (Poltava, 28 de desembre de 1912 - Moscou, 26 de juliol de 1993) fou un compositor ucraïnès soviètic de música clàssica.

## Vida primerenca
Levitin va néixer a Poltava. El 1935 va acabar els estudis al conservatori de Leningrad. El 1937, es va graduar en piano. Va acabar el conservatori amb classes de composició de Dmitri Xostakóvitx.
Va treballar com a pianista en el Teatre de l'Estat de Leningrad i a la Societat Filharmònica de Leningrad (1931-1941). Després va passar a dirigir la part musical del teatre de Taixkent (1941-1942). A partir de 1942 va viure i treballar a Moscou.

## Composicions
La seva producció inclou quatre òperes, set cantates, dues simfonies, concerts per a orquestra, per a instruments solistes i orquestra, incloent-hi trompeta, clarinet, violoncel, oboè i trompa; música per a formacions de cambra, incloent-hi prop d'una dotzena de quartets de corda; moltes cançons; i música per a pel·lícules.